# Gerhard Matthes

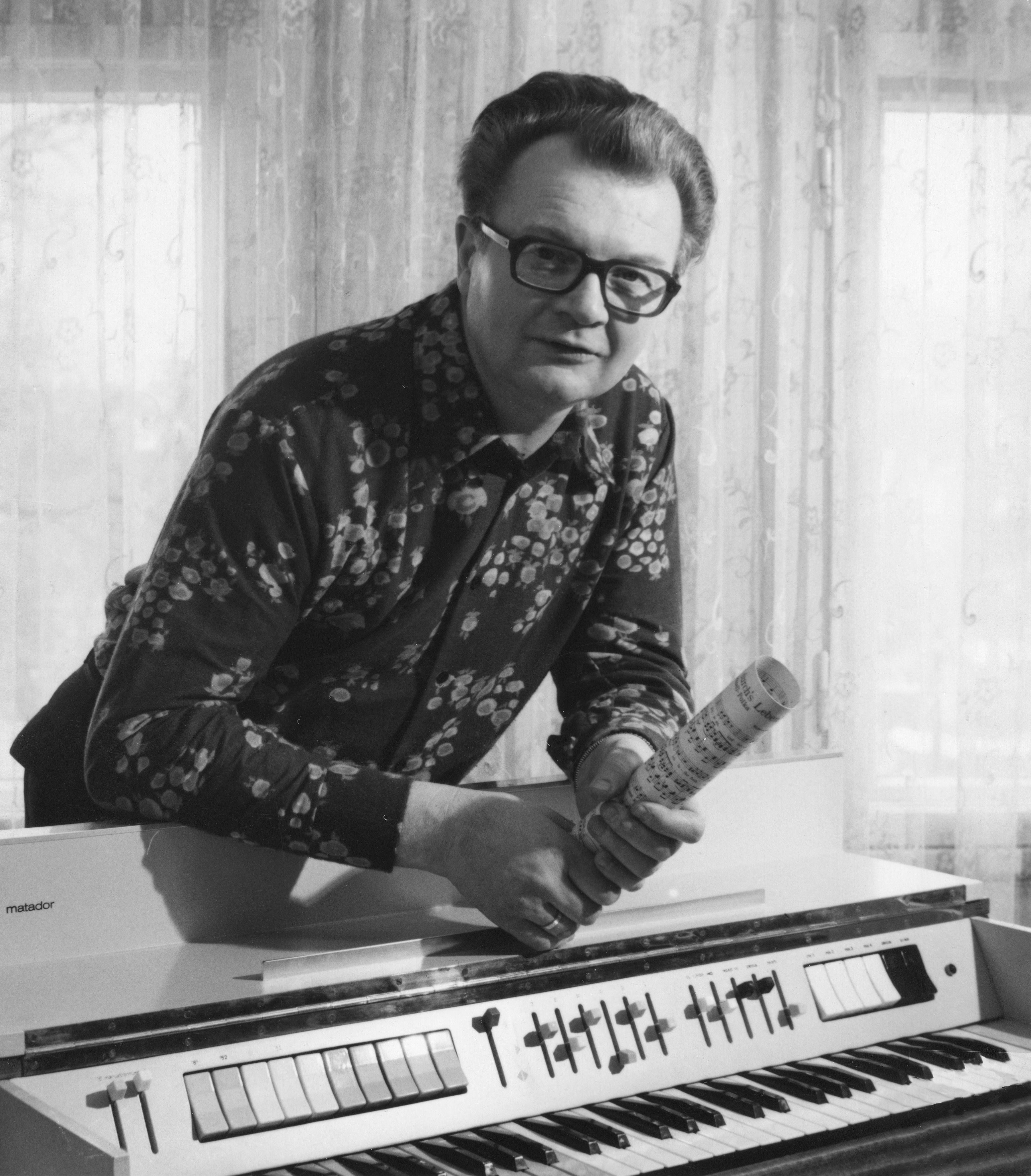
Gerhard Matthes

Gerhard Matthes (Taura-Köthensdorf, 26 april 1925 - Burgstädt, 7 juni 2000) was een Duits componist en dirigent. 

## Levensloop
Matthes werd opgeleid als industriehandelaar. Daarnaast kreeg hij accordeon- en pianoles. Na de Arbeitsdienst voor en de militaire dienst tijdens de Tweede Wereldoorlog studeerde hij privé orkestdirectie en behaalde zijn diploma. Vervolgens werd hij dirigent van verschillende accordeonorkesten, tokkelorkesten en instrumentale groepen. Hij werkte onder andere met de zanger Günter Wewel, het Leipziger Rundfunkorchester, de militaire blaasorkesten van de Nationale Volksarmee (NVA) en Ernst Mosch & seine Original Egerländer Musikanten samen. 
Als componist schreef hij 156 werken, meestal lichte muziek; de bekendste compositie is ongetwijfeld La Campanula, een Argentijnse tango. Verder bewerkte hij rond 200 werken voor radio- en televisieproducties. Zijn werken werden ook uitgevoerd in Bazel, Moskou, Milaan en andere Europese steden.

## Composities

### Werken voor orkest
- 1949 La Campanula, tango argentino, op. 11
- 1950 Plattensee-Erinnerungen (Balaton-Emlékék), voor orkest, op. 13
- 1953 Glockentango - Sino melodia, tango argentino
- 1959 Turnier-Tango
- 1959 rev.1991 Frohes Beginnen, paso doble
- 1963 Nach der Tanzpause, charleston
- 1971 Tango Caridoso
- 1984 Bad Elster-Souvenir, walsintermezzo
- 1986 Mit Schwung und Elan, mars
- 1988 Drebacher Wiesen, das muß man wissen, mars-polka
- 1990 Bom proveito, Spaanse mars
- 1991 Sei mir gegrüßt, du neuer Tag, grote tarantella met serenade
- 1992 Sachsen-Adel-Polka
- Baderatten Musik
- Munter durchs Leben

### Werken voor harmonieorkest
- 1971 Schwungvoller Auftakt, voor harmonieorkest, op. 94
- 1978 Im Tempo unserer Zeit, mars, op. 115
- 1987 Rhythmisches Intermezzo
- Bläserlaunen, ritmisch intermezzo
- Eröffnungsfanfare und Auftakt
- Heimatliches Erzgebirge

### Vocale muziek

#### Liederen
- 1952 An dich: Nie habʹ ich so tief, voor bariton en kamerorkest, op. 9  - tekst: Helmut Schachmann
- 1953 Glückliche Abendstunden (Erinnerung) - ein Freund, ein lieder Freund darf ich dir sein!, tango voor zangstem en piano
- 1960 Noch ein Viertelstündchen!, wals voor zangstem en piano
- 1961 Ein Strauß von Jasmin mein Strauß von Jasmin..., tango voor zangstem en accordeon
- 1972 Zarte Orchideen, lied en beguine voor zangstem en piano - tekst: Rudi Englmeier
- 1986 Frohes Kinderlachen, voor sopraan en piano
- 1988 Nimm dir heut' einmal Zeit, voor zangstem en piano - tekst: Dietmar Heberle
- 1988 Waldwärts, voor zangstem en orkest
- 1990 Con amore grazia, coloratuurwals

### Werken voor piano
- 1951 La Campanula, tango argentino
- 1994 Sonniger Morgen

### Werken voor accordeon
- 1997 Lausbubenstreiche
- 1997 Auf Hasenjagd
- 1997 Maika & Nadine, voor accordeon